# Persone di cognome Peters
| Questa pagina contiene informazioni ricavate automaticamente dalle voci biografiche con l'ausilio del template Bio e di un bot. L'aggiornamento è periodico e automatico e ricostruisce completamente la pagina. Se manca una persona in questa lista, sei pregato di non aggiungerla, ma accertati piuttosto che la sua voce biografica contenga il template Bio e che i dati anagrafici siano correttamente compilati. Se il template Bio manca, inseriscilo tu stesso o, in alternativa, metti l'avviso {{tmp\|Bio}} che ne segnala la mancanza. Se i dati riportati sono sbagliati, correggi direttamente la voce biografica; le modifiche saranno visibili in questa lista entro pochi giorni. Per chiarimenti vedi il progetto antroponimi. La lista contiene solo le 69 persone che sono citate nell'enciclopedia e per le quali è stato implementato correttamente il template Bio. Pagina aggiornata al 7 mag 2025. |

Questa è una lista di persone presenti nell'enciclopedia che hanno il cognome Peters, suddivise per attività principale.

## Allenatori di calcio(1)
- René Peters, allenatore di calcio e ex calciatore lussemburghese (Dudelange, n. 1981)

## Astronomi(3)
- Christian Heinrich Friedrich Peters, astronomo tedesco (Coldenbiittel, n. 1813 - Clinton, † 1890)
- Christian August Friedrich Peters, astronomo tedesco (Amburgo, n. 1806 - Kiel, † 1880)
- George Henry Peters, astronomo statunitense (n. 1863 - Washington, † 1947)

## Attori(4)
- Evan Peters, attore statunitense (Saint Louis, n. 1987)
- House Peters, attore inglese (Bristol, n. 1880 - Woodland Hills, † 1967)
- Rick Peters, attore televisivo statunitense
- Werner Peters, attore tedesco (Werlitzsch, n. 1918 - Wiesbaden, † 1971)

## Attrici(6)
- Bernadette Peters, attrice, cantante e scrittrice statunitense (New York, n. 1948)
- Caroline Peters, attrice tedesca (Magonza, n. 1971)
- Jean Peters, attrice statunitense (Canton, n. 1926 - Carlsbad, † 2000)
- Lauri Peters, attrice e cantante statunitense (Detroit, n. 1943)
- Luan Peters, attrice e cantante britannica (Londra, n. 1946 - † 2017)
- Susan Peters, attrice statunitense (Spokane, n. 1921 - Visalia, † 1952)

## Aviatori(1)
- John Peters, aviatore e scrittore britannico (Londra, n. 1961)

## Calciatori(9)
- Cas Peters, calciatore olandese (Oldenzaal, n. 1993)
- Jaime Peters, ex calciatore canadese (Pickering, n. 1987)
- Jan Peters, ex calciatore olandese (Gorinchem, n. 1953)
- Jelani Peters, calciatore trinidadiano (Port of Spain, n. 1993)
- Jan Peters, ex calciatore olandese (Groesbeek, n. 1954)
- Jordens Peters, ex calciatore olandese (Nimega, n. 1987)
- Martin Peters, calciatore e allenatore di calcio inglese (Plaistow, n. 1943 - Londra, † 2019)
- Trevor Peters, calciatore anglo-verginiano (Dominica, n. 1989)
- Wolfgang Peters, calciatore tedesco (n. 1929 - † 2003)

## Cantanti(2)
- Papa Winnie, cantante sanvincentino (Bequia, n. 1955)
- Ingrid Peters, cantante e conduttrice radiofonica tedesca (Dudweiler, n. 1954)

## Cantautrici(2)
- Gretchen Peters, cantautrice e musicista statunitense (Bronxville, n. 1957)
- Maisie Peters, cantautrice e compositrice britannica (Steyning, n. 2000)

## Cavalieri(1)
- Steffen Peters, cavaliere statunitense (Wesel, n. 1964)

## Cestiste(2)
- Devereaux Peters, ex cestista statunitense (Chicago, n. 1989)
- Haley Peters, cestista statunitense (Summit, n. 1992)

## Cestisti(4)
- Alec Peters, cestista statunitense (Washington, n. 1995)
- James Peters, ex cestista statunitense (Chicago, n. 1981)
- Lamar Peters, cestista statunitense (New Orleans, n. 1998)
- Ulrich Peters, ex cestista tedesco (Augusta, n. 1957)

## Ciclisti su strada(1)
- Nans Peters, ciclista su strada francese (Grenoble, n. 1994)

## Comici(1)
- Russell Peters, comico e attore canadese (Toronto, n. 1970)

## Coreografi(1)
- Michael Peters, coreografo e regista televisivo statunitense (Brooklyn, n. 1948 - Los Angeles, † 1994)

## Danzatrici su ghiaccio(1)
- Carol Ann Peters, danzatrice su ghiaccio statunitense (Buffalo, n. 1932 - Bethesda, † 2022)

## Ebanisti(1)
- Henry Thomas Peters, ebanista britannico (Windsor, n. 1792 - Genova, † 1852)

## Esploratori(1)
- Carl Peters, esploratore, politico e scrittore tedesco (Amt Neuhaus, n. 1856 - Bad Harzburg, † 1918)

## Fumettisti(1)
- Mike Peters, fumettista statunitense (Saint Louis, n. 1943)

## Giavellottisti(1)
- Anderson Peters, giavellottista grenadino (Parrocchia di Saint Andrew, n. 1997)

## Giocatori di football americano(4)
- Corey Peters, giocatore di football americano statunitense (Pittsburgh, n. 1988)
- Jason Peters, ex giocatore di football americano statunitense (Queen City, n. 1982)
- Marcus Peters, giocatore di football americano statunitense (Oakland, n. 1993)
- Seth Peters, ex giocatore di football americano statunitense

## Hockeisti su ghiaccio(2)
- Garry Peters, ex hockeista su ghiaccio e allenatore di hockey su ghiaccio canadese (Regina, n. 1942)
- Justin Peters, hockeista su ghiaccio canadese (Blyth, n. 1986)

## Informatiche(1)
- Stormy Peters, informatica statunitense

## Judoka(1)
- Dimitri Peters, judoka tedesco (Gljaden, n. 1984)

## Mistici(1)
- Gerlach Peters, mistico tedesco (Deventer, n. 1378 - Windesheim, † 1411)

## Multipliste(1)
- Mary Peters, ex multiplista britannica (Halewood, n. 1939)

## Musicisti(1)
- Mike Peters, musicista gallese (Prestatyn, n. 1959 - Dyserth, † 2025)

## Nuotatori(1)
- Jacob Peters, nuotatore britannico (Guildford, n. 2000)

## Ornitologi(1)
- James Lee Peters, ornitologo statunitense (Boston, n. 1889 - † 1952)

## Piloti automobilistici(1)
- Josef Peters, pilota automobilistico tedesco (Düsseldorf, n. 1914 - Düsseldorf, † 2001)

## Politiche(1)
- Mary Peters, politica statunitense (Peoria, n. 1948)

## Politici(1)
- Scott Peters, politico e avvocato statunitense (Springfield, n. 1958)

## Produttori cinematografici(1)
- Jon Peters, produttore cinematografico statunitense (Los Angeles, n. 1945)

## Scacchisti(1)
- John Peters, scacchista statunitense (Boston, n. 1951)

## Scenografi(1)
- Hans Peters, scenografo britannico (Londra, n. 1894 - Londra, † 1976)

## Scrittrici(2)
- Ellis Peters, scrittrice britannica (Horsehay, n. 1913 - † 1995)
- Julie Anne Peters, scrittrice statunitense (Jamestown, n. 1952 - Wheat Ridge, † 2023)

## Soprani(1)
- Roberta Peters, soprano statunitense (New York, n. 1930 - New York, † 2017)

## Storici(1)
- Arno Peters, storico e cartografo tedesco (Berlino, n. 1916 - Brema, † 2002)

## Triplisti(1)
- Willem Peters, triplista olandese (Meppel, n. 1903 - Zwolle, † 1995)

## Velisti(1)
- Heinrich Peters, velista tedesco

## Zoologi(1)
- Wilhelm Peters, zoologo, esploratore e medico tedesco (Koldenbüttel, n. 1815 - Berlino, † 1883)